# Blíževedly
Blíževedly är en ort i Tjeckien. Den ligger i den norra delen av landet, 60 km norr om huvudstaden Prag. Blíževedly ligger 366 meter över havet och antalet invånare är 638.
Terrängen runt Blíževedly är kuperad norrut, men söderut är den platt.Runt Blíževedly är det glesbefolkat, med 16 invånare per kvadratkilometer. Närmaste större samhälle är Česká Lípa, 13,1 km nordost om Blíževedly. I omgivningarna runt Blíževedly växer i huvudsak blandskog.